# Oleksianka
Oleksianka – wieś sołecka w Polsce, położona w województwie mazowieckim, w powiecie mińskim, w gminie Latowicz. Przez miejscowość przepływa rzeczka Jamielna.
Wieś królewska położona była w drugiej połowie XVI wieku w powiecie garwolińskim  ziemi czerskiej województwa mazowieckiego.
W latach 1526–1795 wieś należała do starostwa latowickiego. W latach 1795–1809 była pod zaborem austriackim. Od 1809 w Księstwie Warszawskim, guberni warszawskiej, powiecie siennickim, a od 1866 w powiecie mińskim (od 1868 nazwa powiatu – nowomiński). W latach 1870–1954 należała do gminy Iwowe, w latach 1955–1972 – do Gromadzkiej Rady Narodowej w Iwowym, od 1973 należy do gminy Latowicz. W latach II Rzeczypospolitej była w granicach województwa warszawskiego, 1939–1945 w Generalnym Gubernatorstwie, a w 1946–1975 w województwie warszawskim.
W latach 1975–1998 miejscowość administracyjnie należała do województwa siedleckiego.
Wierni Kościoła rzymskokatolickiego należą do parafii Świętej Trójcy w Latowiczu.

## Części wsi
| SIMC    | Nazwa  | Rodzaj    |
| ------- | ------ | --------- |
| 0677702 | Ogrody | część wsi |

## Historia
We wsi odnajdywano wyroby krzemienne i fragmenty ceramiki wiejskiej. L. Dudrewicz znaleziska te podarował w końcu XIX wieku Muzeum Archeologicznemu w Krakowie (depozyt ZAP UJ, nr inw. 6655). Odnalezione okrzeski krzemienne wskazują na istnienie osady neolitycznej.
Pierwsze wzmianki o wsi pojawiły się w 1519. W 1565 wieś liczyła 24 gospodarstwa, a w 1613 – 31 gospodarstw. Podczas wojen szwedzkich została całkowicie zniszczona i z 16 włók gruntów rolnych obsiewano tylko 2. We wsi powstała karczma. W 1789 wieś liczyła 26 domów. Na początku XIX wieku liczba mieszkańców przekroczyła 500 osób. W 1862 przebywał tu Oskar Kolberg, który zgromadził wiele materiałów etnograficznych. Znajdował się tu folwark, który w 1885 posiadał 1004 morgi. W 1880 wieś liczyła 40 domów i 507 mieszkańców. W 1844 powstała szkoła elementarna, która istniała do 1864. W 1902 utworzono szkołę podstawową. Budynek szkolny wybudowano w 1920. Szkołę zlikwidowano w 1976.
W drugiej połowie XIX w. wybudowano murowany dwór, który należał do rodziny Plucińskich, a w XX-leciu międzywojennym do Konstantego Buksowicza. W 1932 powstało Koło Gospodyń Wiejskich. W 1937 założono Ochotniczą Straż Pożarną, której statut został zatwierdzony w 1945. W 1970 wieś liczyła 397 mieszkańców, a w 2000 – 328. Przyrost naturalny w latach 1970–2000 wyniósł 13,5%. W 1988 we wsi było 70 domów, w 2009 83 domy.
Nazwę dawnej nazwę zapisywano Ollexianka. Odnosi się do zagrody córki gospodarzy Oleksych. Z czasem zabudowań wokół pierwotnej zagrody przybywało i nazwa awansowała do nazwy wsi. Prawdopodobne wydaje się również, że odnosiła się do olesów (olsów) czyli lasów olszowych.

## Zabytki
- Kapliczka drewniana ufundowana przez Tomasza Pieśko syna Łukasz w 1890
- Kapliczka murowana wzniesiona w 1960 na miejscu dawnej drewnianej wzniesionej przez dziedzica dóbr Oleksianka w 1923
- Kapliczka murowana ufundowana w 1990 przez Eugeniusza i Jarosława Dzięciołów
- Spichlerz pochodzący z II połowy XIX wieku – pozostałość po zabudowaniach folwarcznych.
- Założenie parkowe z XIX wieku z pomnikami przyrody: jesiony, kasztanowce, lipy i klony oraz resztki dworu.